# تازه‌آباد دوله‌رش
تازه‌آباد دوله‌رش روستایی در دهستان سارال بخش سارال شهرستان دیواندره استان کردستان ایران است.

## جمعیت
بر پایه سرشماری عمومی نفوس و مسکن در سال ۱۳۹۵ جمعیت این روستا ۱۱۷ نفر (۳۰خانوار) بوده‌است.